# Adam Ryczkowski
Adam Ryczkowski (Węgrów, Polonia, 30 de abril de 1997) es un futbolista polaco que juega de delantero en el equipo filial del Legia de Varsovia de la III Liga de Polonia. 

## Carrera
Adam Ryczkowski jugó en la categoría alevín del Polonia Varsovia hasta 2013, año en el que fichó por el Legia de Varsovia. Llegó a disputar nueve partidos con el conjunto polaco, anotando dos goles. Con la selección polaca, Ryczkowski ha disputado veinticuatro partidos desde su debut con la selección sub-15 hasta la sub-17. Tras disputar una temporada en el Wigry Suwałki en condición de cedido, es fichado por el Chojniczanka Chojnice en 2017. Para la temporada 2018/19, Ryczkowski termina su contrato con el Legia y ficha por el Górnik Zabrze del voivodato de Silesia. Disputando únicamente 12 encuentros durante su estancia en el Górnik, regresa al Chojniczanka en el mercado de invierno de la temporada 2020/21. El 20 de julio de 2021 se hace oficial su fichaje por el Motor Lublin de la II Liga de Polonia, tercera división del sistema de ligas del país. Tras una temporada en Lublin, retornó nuevamente al Chojniczanka firmando por una temporada. Antes de comenzar la temporada 2023/24, se oficializó su vinculación con el segundo equipo del Legia de Varsovia, uniéndose a la cantera de su primer club en la III Liga.